# Laterns
Laterns – gmina w Austrii, w kraju związkowym Vorarlberg, w powiecie Feldkirch. Liczy 676 mieszkańców (1 stycznia 2015).